# Cortes Island Airport
Cortes Island Airport (engelska: Hansen Airfield, Cortes Island Aerodrome) är en flygplats i Kanada.   Den ligger i Strathcona Regional District och provinsen British Columbia, i den sydvästra delen av landet, 3 700 km väster om huvudstaden Ottawa. Cortes Island Airport ligger 50 meter över havet.
Terrängen runt Cortes Island Airport är huvudsakligen platt, men norrut är den kuperad. Havet är nära Cortes Island Airport söderut. Närmaste större samhälle är Campbell River, 18,5 km väster om Cortes Island Airport. 